# Obsessed (Addison Rae)
Obsessed è un singolo della cantante statunitense Addison Rae, pubblicato il 19 marzo 2021 e incluso come traccia bonus nella riedizione streaming del primo EP AR.

## Tracce
Testi di Addison Easterling, Tia Scola, Madison Love, Brett McLaughlin e Jacob Kasher Hindlin, musiche di Ryan McMahon, Benjamin Levin e Blake Slatkin.
1. Obsessed – 2:14

## Classifiche
| Classifica (2021) | Posizione massima |
| ----------------- | ----------------- |
| Canada            | 39                |
| Irlanda           | 64                |
| Stati Uniti       | 110               |